# Dionisio Hidalgo
Dionisio Hidalgo (Medina de Pomar, 8 de octubre de 1809-Madrid, 11 de octubre de 1866) fue un bibliógrafo y librero español.

## Biografía
Nacido en la localidad burgalesa de Medina de Pomar en 1809, el 8 de octubre, fue estudiante de Filosofía en el seminario conciliar de Burgos y de Derecho en la Universidad de Valladolid, estuvo vinculado al movimiento romántico y fue impulsor del Boletín bibliográfico español y del Diccionario general de bibliografía española, que dejaría sin terminar. Tras su muerte en Madrid el 11 de octubre de 1866, su trabajo sería continuado por su hijo.